# Terzilio Cardinali
Terzilio Cardinali (Terranuova Bracciolini, 25 luglio 1913 – Strelsa, 8 luglio 1944) è stato un militare e partigiano italiano, medaglia d'oro al valor militare.

## Biografia
Antifascista per storia familiare, fin da giovane si batte contro le squadracce fasciste, viene richiamato in guerra e l'8 settembre 1943, si trova in Albania, come sergente della 53ª Divisione fanteria "Arezzo".
Si aggrega al fronte di liberazione albanese con altri 170 soldati i quali formano il Battaglione "Antonio Gramsci" e di cui li diventa comandante e nel 1945 il battaglione diventerà la Brigata "Antonio Gramsci".

## Onorificenze
Sergente di fanteria - Partigiano combattente

### Riconoscimenti
- Roma, *San Giovanni Valdarno, Pergine Valdarno, Peshkopi (Albania) gli hanno dedicato una via

## Controversie
L'eccidio della colonna Gamucci, avvenuto nei pressi di Tepelene, che era composta da oltre cento carabinieri.